# Цмин песчаный
Бессме́ртник песча́ный, или Цмин песчаный, или Соло́менный цвет, или Сухоцве́т, или Златоцве́т песчаный (лат. Helichrýsum arenárium) — многолетнее травянистое растение, вид рода Цмин (Helichrysum) семейства Астровые (Asteraceae).

## Название
Жёсткие чешуйки обёртки соцветия не вянут и не теряют окраски даже тогда, когда соцветия срезаны — отсюда название растения бессмертник.
Народные названия: кошачьи лапки, золотистка, золото солнечное, сухоцвет, богородская трава, сероцвет, блошки, головокрут, полевые овечки и др..

## Распространение и экология
Естественный ареал — практически вся территория Европы и Средняя Азия. В России встречается в Европейской части, Западной Сибири, на Кавказе.
Встречается на сухих песчаных, а также супесчаных и каменистых почвах, солончаках, полях, по склонам холмов, в светлых лесах (особенно сосновых), в степях и полупустынях, на остепненных лугах, меловых обнажениях и дюнах. Любит сухую песчаную почву. Полного затенения не выносит.

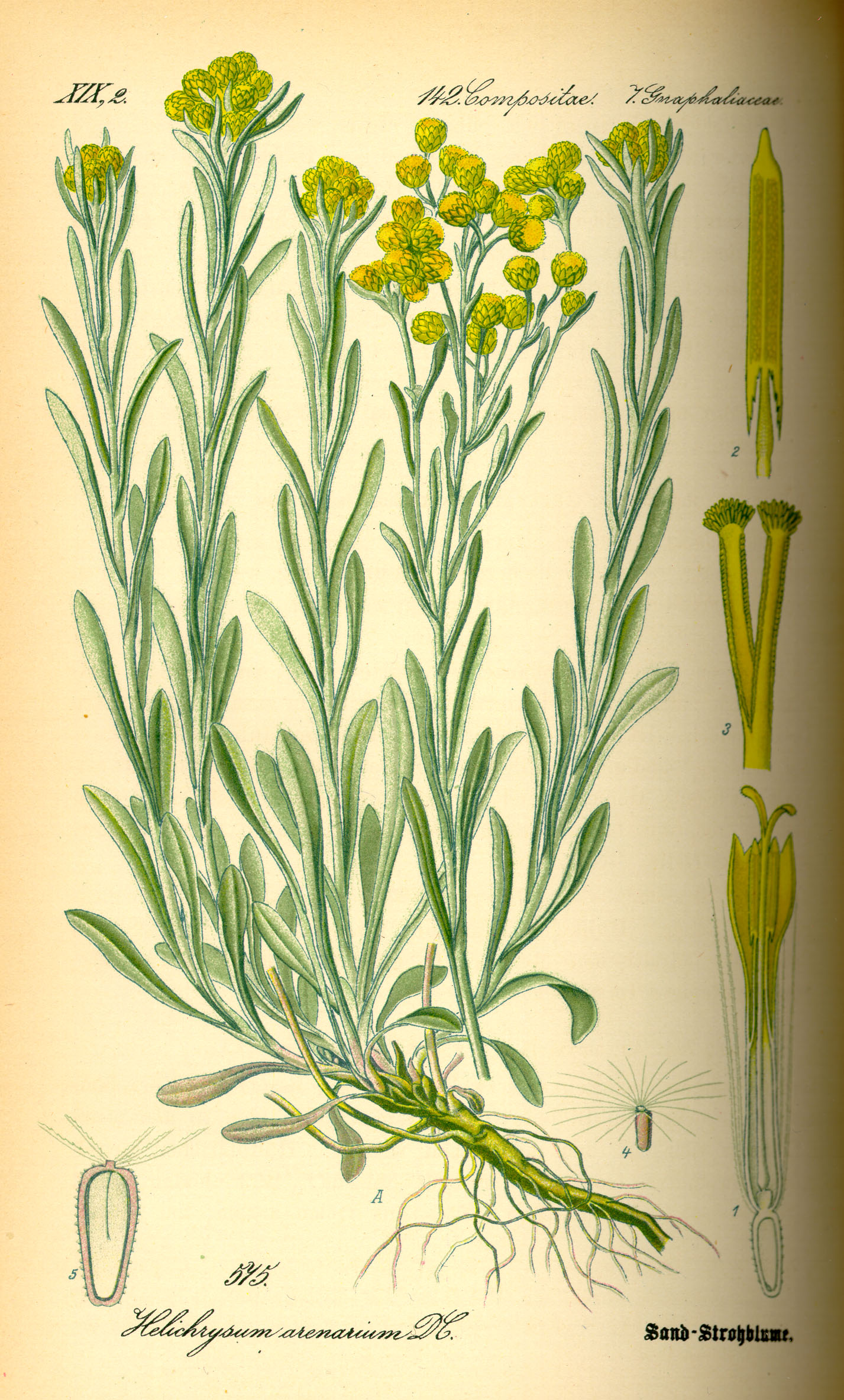

## Ботаническое описание

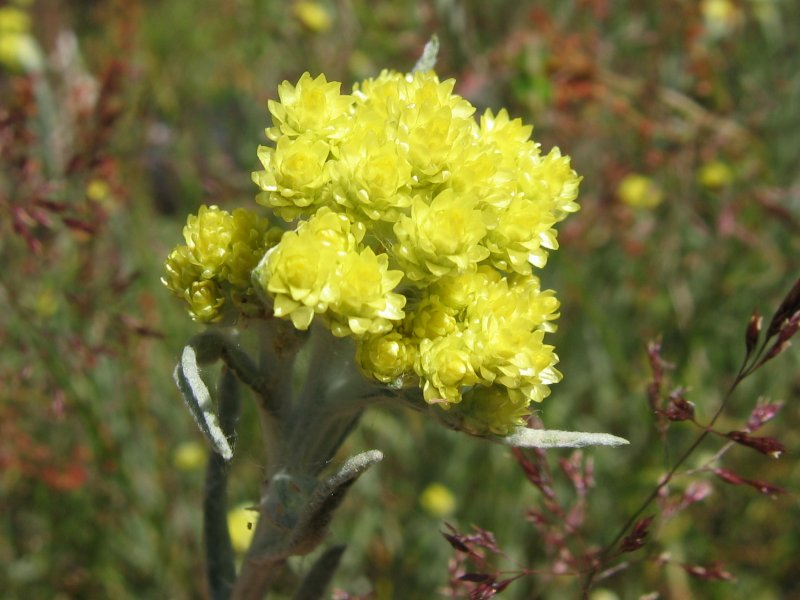
Соцветия.

Стебель прямой, простой, высотой 30—40 (иногда до 60) см, одиночный, если их несколько, то вторичные не плодоносят; у самого основания нередко с остатками отмёрших листьев. Образует плотные дерновинки. Всё растение сильно войлочно-опушённое, отчего имеет серебристую окраску.
Корневище короткое, чёрно-бурое, деревянистое, слабоветвистое, чаще толстое, толщиной 5—7 (до 15) мм, на лёгких, хорошо дренируемых почвах значительно тоньше — всего 1—4 мм.
Листья — очерёдные, достигают 2—6 см в длину, войлочно-опушённые; верхние и срединные — линейно-ланцетные или линейные, сидячие; прикорневые и нижние — обратнояйцевидные или лопатчато-линейные, суженные в черешки. Края листьев часто завёрнуты книзу; листья бесплодных побегов продолговато-лопатчатые, продолговато-обратнояйцевидные или продолговато-эллиптические, постепенно суженные в черешки.

## Растительное сырьё

### Заготовка
В качестве лекарственного сырья используются цветочные корзинки цмина — Flores Helichrysi arenarii. Это срезанные до распускания боковых корзинок соцветия с цветоносами до 1 см длины. Более поздний срок недопустим, так как корзинки раскрываются, цветки осыпаются и остаётся лишь цветоложе с обёрткой. На одном и том же месте сбор соцветий можно проводить 3—4 раза, по мере зацветания растения. Повторный сбор проводят через 5—7 дней.
Собранное сырье сушат в тени в хорошо проветриваемом помещении, разложив слоем до 1—3 см, или в сушилках при температуре не выше 40 °C (при сушке без вентиляции цветочные корзинки распадаются); на солнце цветки обесцвечиваются. Высушенное сырье хранят в тёмном месте. Готовое сырье цмина состоит из целых шаровидной формы корзинок диаметром около 7 мм, из многочисленных трубчатых цветков, лимонно-жёлтых или оранжевых, расположенных на голом цветоложе; листочки обёртки сухие, плёнчатые, блестящие, лимонно-жёлтого цвета. Сырье обладает слабым ароматным запахом, пряно-горьким вкусом. Влаги в сырье не должно быть более 12 %. Срок хранения 3 года.
При заготовке в лесной зоне нужно смотреть, чтобы вместо цмина не попали соцветия кошачьей лапки двудомной (Antennaria dioica), которые часто встречаются в тех же местах. Их легко отличить по розовым или белым соцветиям-корзинкам. Использование этого растения в медицине не допускается.[уточнить]

### Химический состав
Соцветия цмина содержат флавоноидные гликозиды (салипурпурозид, кемпферол и изосалипурпурозид), флавоноиды (нарингенин и апигенин), сахара (1,2 %), витамины C и К. Кроме того, в соцветиях обнаружены фталиды, высокомолекулярные спирты, смолы (3,66 %), стероидные соединения, красящие вещества, эфирное масло (до 0,05 %), инозит, дубильные вещества, жирные кислоты, минеральные соли и микроэлементы. Сумма экстрактивных веществ составляет 26,8 %.
В состав эфирного масла входят крезол, свободные кислоты, в том числе капроновая кислота.
В соцветиях содержатся: зола — 1,32 %; макроэлементы (мг/г): К — 16,30, Са — 7,00, Mg — 1,20, Fe — 0,13; микроэлементы (КБН): Mn — 0,38, Cu — 0,51, Zn — 0,39, Cr — 0,08, Al — 0,03, Se — 17,10, Ni — 0,71, Sr — 0,38, Pb — 0,02. B — 85,20 мкг/г. Концентрирует Se.

### Фармакологические свойства
Цмин обладает антибактериальной активностью, которую связывают с наличием смоляных кислот.
Галеновые препараты растения улучшают жёлчеотделение, стимулирует синтез жёлчных кислот из холестерина, повышают содержание холатов и билирубина в жёлчи. Препараты цмина повышают холатохолестериновый коэффициент, таким образом снижая литогенность желчи и мягко повышают тонус жёлчного пузыря. Экстракт цмина оказывает спазмолитическое действие на гладкие мышцы кишечника, жёлчных путей, жёлчного пузыря и кровеносных сосудов. Эти свойства обусловлены присутствием в растении флавоноидных соединений.
Кроме того, он подавляет рост стафилококков и стрептококков, прекращает рвоту и тошноту, снимает тяжесть «под ложечкой», боли в области жёлчного пузыря.

## Хозяйственное значение и применение
В народной медицине цмин песчаный применяют при гастритах, запорах, колитах, используют как печёночное средство, для регуляции жёлчеобразования и жёлчевыделения, назначение препаратов цмина оправдано при начальных стадиях жёлчнокаменной болезни.
Из сырья получают настой, сухой экстракт, препараты фламин и зифлан, используемые как желчегонные средства при острых и хронических заболеваниях печени, жёлчного пузыря и жёлчных путей, а также при заболеваниях желудочно-кишечного тракта и почек.
Инсектицид, его можно использовать для предохранения одежды от моли.
Декоративное растение. Применяется для создания сухих букетов. Поскольку высушенные растения цмина песчаного годами не меняют ни формы, ни цвета, на зиму их клали между окон как воспоминание о лете.
Смолистое вещество, содержащееся во всех частях растения, содержит антибиотик аренарин, подавляющий бактериоз у культурных растений.
Травой можно окрашивать ткани в жёлтый цвет.
Количество нектара в соцветии не превышает в благоприятные годы 0,5 мг, однако цветки охотно посещают шмели, пчёлы и мухи.
Противопоказания
Препараты цмина малотоксичны, однако при длительном применении могут вызвать застойные явления в печени.

## Классификация

### Таксономия[12]
Helichrysum arenarium (L.) Moench, 1794, Methodus (Moench) 575
Вид Цмин песчаный относится к роду Цмин семейства Астровые (Asteraceae) порядка Астроцветные (Asterales). Кладограмма в соответствии с Системой APG IV:
|  |                                      |  |                                   |                                   |                    |  | ещё 10 семейств | ещё 10 семейств |               |  |                         |  | еще 597 подтвержденных и 273 в статусе "непроверенных" видов и инфравидовых таксонов | еще 597 подтвержденных и 273 в статусе "непроверенных" видов и инфравидовых таксонов |  |
|  |                                      |  |                                   |                                   |                    |  | ещё 10 семейств | ещё 10 семейств |               |  |                         |  | еще 597 подтвержденных и 273 в статусе "непроверенных" видов и инфравидовых таксонов | еще 597 подтвержденных и 273 в статусе "непроверенных" видов и инфравидовых таксонов |  |
|  |                                      |  |                                   | порядок Астроцветные              |                    |  |                 |                 | род Цмин      |  |                         |  |                                                                                      |                                                                                      |  |
|  |                                      |  |                                   | порядок Астроцветные              |                    |  |                 |                 | род Цмин      |  | 5 инфравидовых таксонов |  |                                                                                      |                                                                                      |  |
|  | отдел Цветковые, или Покрытосеменные |  |                                   |                                   | семейство Астровые |  |                 |                 | Цмин песчаный |  |                         |  |                                                                                      |                                                                                      |  |
|  | отдел Цветковые, или Покрытосеменные |  |                                   |                                   |                    |  |                 |                 |               |  |                         |  |                                                                                      |                                                                                      |  |
|  |                                      |  | ещё 63 порядка цветковых растений | ещё 63 порядка цветковых растений |                    |  |                 | ещё 1804 рода   | ещё 1804 рода |  |                         |  |                                                                                      |                                                                                      |  |
|  |                                      |  |                                   | ещё 63 порядка цветковых растений |                    |  |                 |                 | ещё 1804 рода |  |                         |  |                                                                                      |                                                                                      |  |

### Инфравидовые таксоны
- Helichrysum arenarium subsp. arenarium
- Helichrysum arenarium subsp. aucheri  (Boiss.) P.H.Davis & Kupicha
- Helichrysum arenarium subsp. erzincanicum  P.H.Davis & Kupicha
- Helichrysum arenarium subsp. ponticum  (Velen.) A.R.Clapham
- Helichrysum arenarium subsp. rubicundum  (K.Koch) P.H.Davis & Kupicha

## Синонимы
- Cyttarium arenarium  Peterm.
- Gnaphalium arenarium  L.
- Gnaphalium ascendens  Spreng.
- Gnaphalium aureum  Gilib.
- Gnaphalium buchtormense  Sch.Bip.
- Gnaphalium elichrysum  Pall.
- Gnaphalium graveolens  J.Henning
- Gnaphalium ignescens  L.
- Gnaphalium prostratum  Patrin ex DC.
- Helichrysum arenarium var. arenarium
- Stoechas citrina  Gueldenst.